# Benevento
Benevento je italské město v oblasti Kampánie, hlavní město stejnojmenné provincie. V antice se nazývalo Beneventum, dříve Maleventum a Maloeis (z řeckého slova pro jablko – malon), v té době se věřilo, že město založil Diomédes.

## Historie
Dobře dochované římské město se základy mnoha domů a civilních staveb, upomíná na možnost, jak by po dvou tisíciletích vypadaly Pompeje, nebýt jejich zničení erupcí. Za svůj rozvoj vděčí především císaři Trajánovi. Během vlády Langobardů patřilo k šestici jejich nejvýznamnějších sídel. Stalo se sídlem biskupství. Bylo poškozeno ve 2. světové válce spojeneckým bombardováním.

## Památky
- Trajánův vítězný oblouk – z let 114–117 n. l., s cennými figurálními výjevy z vítězných bojů císařů Trajána a Hadriána a s alegoriemi vítězství
- římský amfiteátr – patrová stavba na oválném půdorysu
- Rocca dei Rettori – římská pevnost vystavěná na nejvyšším místě města při městské bráně Porta dei Rettori, k ní přistavěný románský palác
- chrám Santa Sofia – jeden z nejstarších evropských centrálních chrámů na půdorysu polygonu s ochozem a s paprsčitou klenbou; postaven Langobardy v letech 568–774 podle vzorů chrámů byzantských a langobardského v Pavii s využitím antických sloupů z chrámu bohyně Isis; v apsidě dochované fragmenty nástěnné malby s vyobrazením Zvěstování Páně Zachariášovi. Chrám je od roku 2011 součástí světového kulturního dědictví UNESCO spolu s dalšími stavbami z období Langobardů pod společnou položkou „Mocenská střediska Langobardů v Itálii“
- klášter při sv. Sofii – pozdně románská stavba s ikonograficky bohatou sochařskou výzdobou sloupů rajského dvora, dnes regionální muzeum s cennou kolekcí antické řecké a římské plastiky a se sbírkou regionálního umění od Langobardských archeologických nálezů až po malbu 1. poloviny 20. století
- chrám Sant Ilario – kamenný jednolodní chrám s pravoúhlou apsidou a pohřebištěm, vystavěný Langobardy v letech 568–774
- katedrála Panny Marie – dochovaný cenný románský portál a bronzová vrata s výjevy z Kristova život; stavba byla roku 1943 zničena spojeneckým bombardováním a následně v 60. letech obnovena

## Vývoj počtu obyvatel
Počet obyvatel

## Partnerská města
- Torre Annunziata, Itálie